# Vila Chã de Braciosa

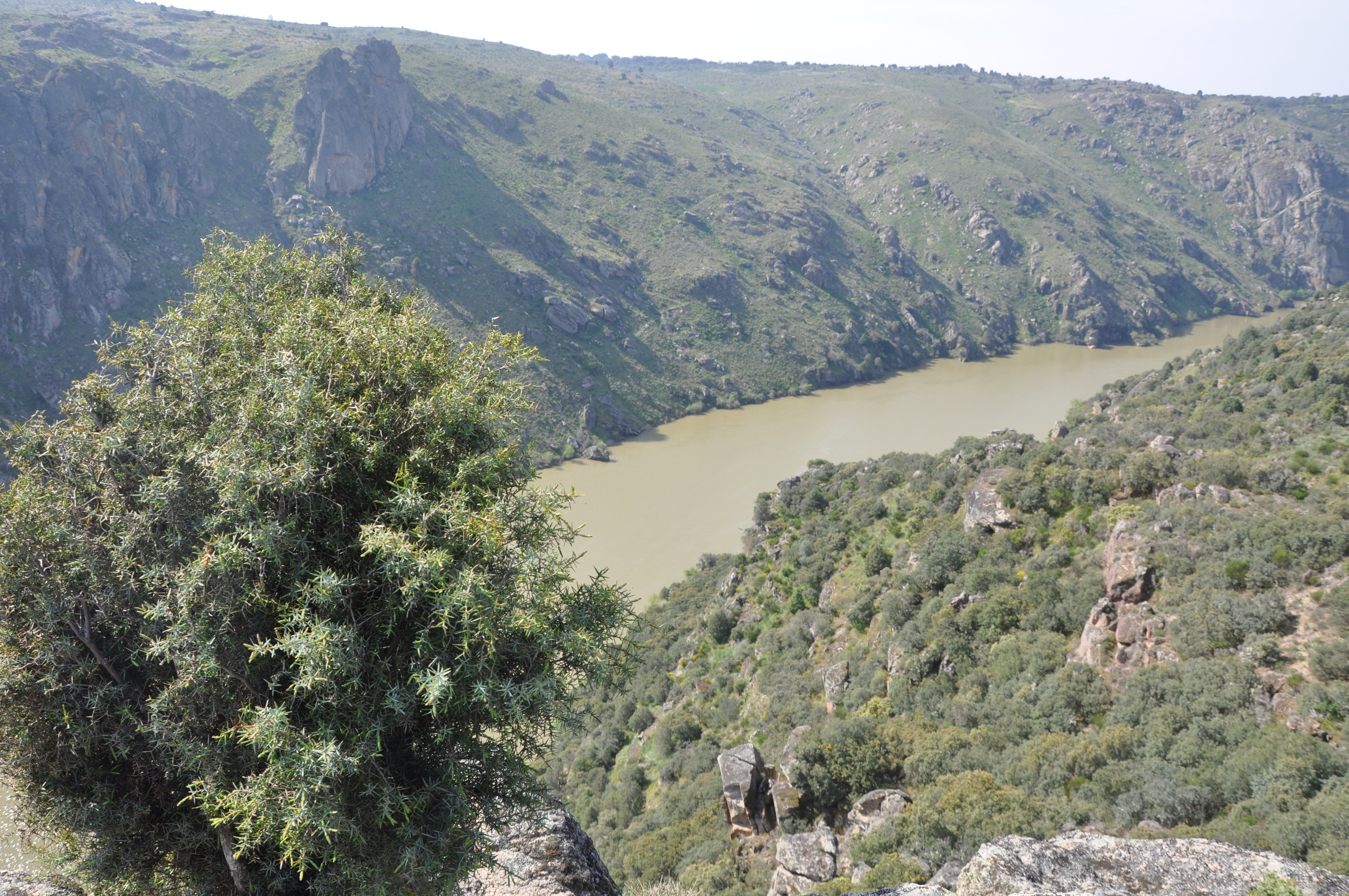
Mirador de Freixiosa sobre el río Duero

Vila Chã de Braciosa (en mirandés Bila Chana de Barciosa) es una freguesia portuguesa del municipio de Miranda do Douro, con 42,82 km² de superficie y 391 habitantes (2001). Su densidad de población es de 9,1 hab/km².